# Stazione di Samani
La stazione di Samani (様似駅?, Samani-eki) è una stazione ferroviaria situata nella cittadina di Samani, in Hokkaidō, Giappone, capolinea orientale della linea principale Hidaka della JR Hokkaido.

## Strutture e impianti
La stazione, situata vicino alla costa, ed è dotata di un marciapiede laterale con un unico binario utilizzato dai treni in arrivo e partenza. Nel fabbricato trova posto un ufficio di promozione turistica.

## Movimento
Presso questa stazione fermano solamente treni locali.
| «                       | Servizio                | »                       |
| Linea principale Hidaka | Linea principale Hidaka | Linea principale Hidaka |
| ----------------------- | ----------------------- | ----------------------- |
| Nishi-Samani            | Locale                  | Capolinea               |

## Servizi
Il fabbricato viaggiatori è dotato di una piccola sala d'attesa.
- Sala d'attesa

## Interscambi
- Fermata autobus (fermata di Samani)